# Campoletis curvicauda
Campoletis curvicauda là một loài tò vò trong họ Ichneumonidae.